# Igor Ostopanj
Igor Ostopanj (Slavonski Brod, 9 novembre 1980) è un ex calciatore croato, di ruolo difensore.

## Caratteristiche tecniche
Difensore fisicamente forte, era un marcatore che faceva dell'agonismo la sua arma principale. Poteva giocare al centro o sulla fascia destra.

## Carriera

### Club
Esordisce nell'Osijek, con cui partecipa a due campionati di massima serie croata e alla Coppa UEFA 1999-2000, nella quale squadra la squadra croata viene eliminata dal West Ham Utd. Si trasferisce poi al Marsonia, da cui lo preleva nel 2001 la Pistoiese, militante nel campionato di Serie B.
Con gli arancioni toscani disputa 7 partite nel campionato 2001-2002, concluso con la retrocessione, dimostrandosi ancora inesperto per il campionato italiano. Riconfermato per la stagione successiva, gioca una sola partita prima di passare in prestito alla Pro Vercelli, in Serie C2.
Al termine della stagione è costretto a rientrare in Croazia, a causa della scadenza del permesso di soggiorno; per questo motivo la Pistoiese ne chiede la rescissione del contratto. Il club toscano perde la causa, ed è lo stesso Ostopanj ad ottenere la rescissione per il mancato pagamento degli stipendi.
Ritorna quindi a giocare nel campionato croato, di nuovo nell'Osijek e quindi nelle serie inferiori, con Oriolik Oriovac e Slavonac CO.

### Nazionale
Durante la militanza nell'Osijek e nel Marsonia è stato convocato ripetutamente nella Nazionale Under-21 croata, totalizzando 6 presenze fino al 2001.